# Steinbruch an der Schanz

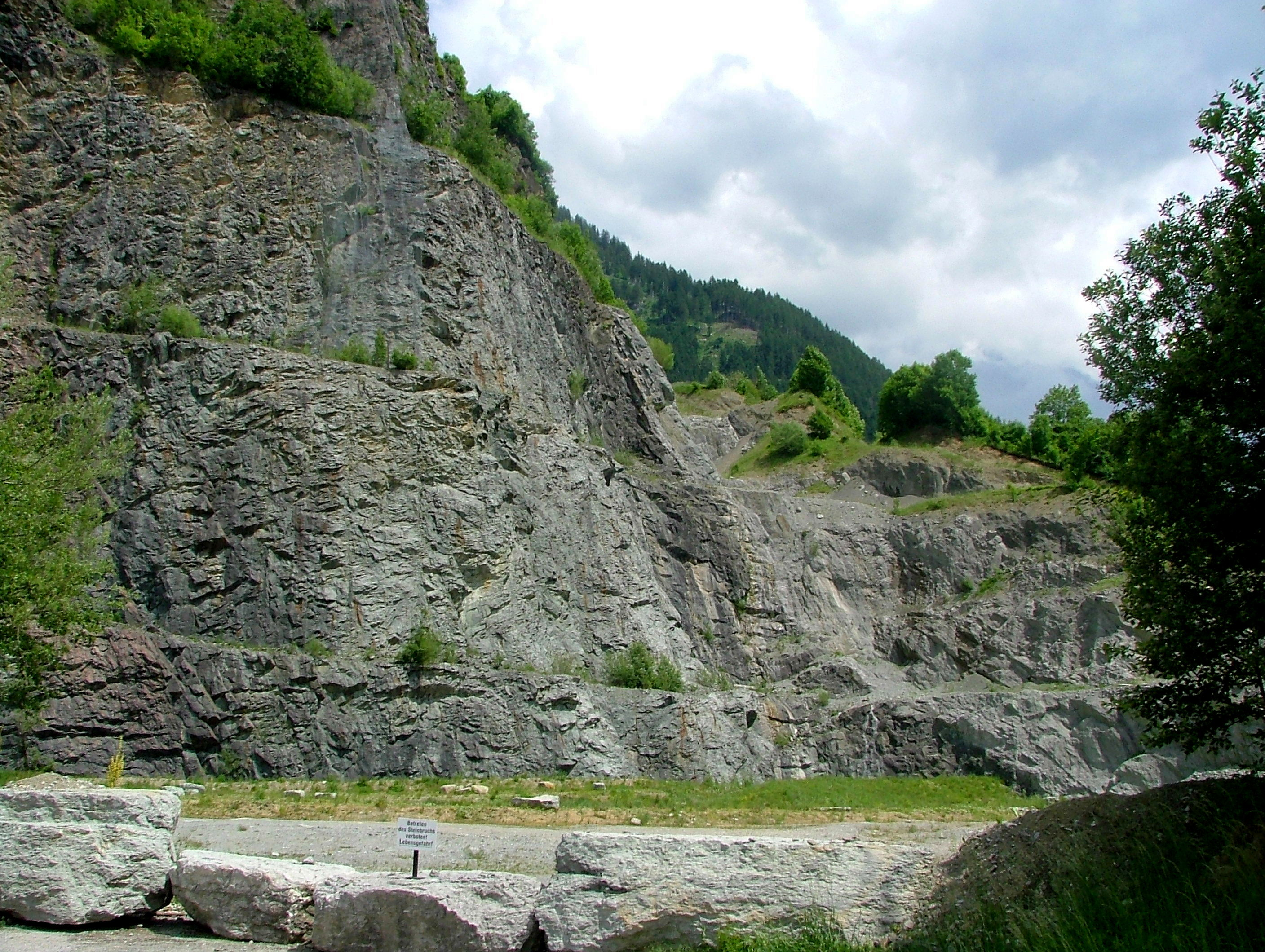
Steinbruch an der Schanz, auch Grüntensteinbruch genannt.

Der Steinbruch an der Schanz (lokal auch Grüntensteinbruch) am Weinberg zwischen Rettenberg und Burgberg im Allgäu ist ein Geotop im Naturraum des Vilser Gebirges und der geologischen Raumeinheit der Allgäuer Molassevorberge. Das Objekt wurde als Steinbruch erschlossen und besteht aus Sand- und Kalkstein. Es gehört zu den 100 schönsten Geotopen in Bayern.
In den 1930er Jahren wurde der Steinbruch erschlossen, im Jahr 1978 wurde der industrielle Betrieb von einem Allgäuer Bitumenmischbetrieb übernommen. Zum Ende des Jahres 1999 lief die Abbaugenehmigung aus, eine Reaktivierung des Steinbruchs im Jahr 2009 scheiterte am Widerstand der Bevölkerung aus Burgberg.

## Beschreibung der Schichtenfolge
Im Steinbruch sind die steil nach Süden einfallenden Schichtenfolgen der Schuppenzone des Südhelvetikum der Grüntenteildecke in Form einer Falte aufgeschlossen. Der Blick auf die offen gelegte, vollständige Schichtfolge ermöglicht eine Einsicht auf den Sedimentationsverlauf und die Tektonik im Helvetikum. Die ältesten Gesteine sind im Faltenkern erschlossen. Der dickbankige, grünlichgraue, quarzreiche Brisisandstein wird von Grünsandsteinen der Garschella-Formation überlagert. Über diesen Sandsteinen liegt der gebankte, hellgraue fossilführende Seewerkalk, der im Süden durch die Amdener Schichten überlagert wird.
Heute ist die Grubensohle rekultiviert, da der Abbau seit 2000 nicht mehr erfolgt.
Das Geotop ist im Jahr 2011 vom Bayerischen Landesamt für Umwelt als regional bedeutend (Geotop-Nr. 780A001) mit einer Eignung als Exkursions- und Forschungsobjekt eingestuft worden. Die kalkigen Sedimentgesteine enthalten als ehemalige Meeresablagerungen diverse Fossilienreste. Das Geotop hat eine Länge von 250 Metern, eine Breite und Höhe von je 70 Metern sowie eine Fläche von 17500 m².

## Petrographie der aufgeschlossenen Schichtenfolge
Der graue bis grün-blaue, feinkörnige Grünsandstein des Aptiums wurde als Werkstein verwendet. Es ist ein Quarzsandstein mit hohem Glaukonitgehalt. Es handelt sich geologisch um einen sogenannten Molassesandstein. Anatas mit einer Größe von 4 mm kann im Gestein akzessorisch vorhanden sein.
Im oberkreidezeitlichen Seewerkalk sind untergeordnet Pyrit, Markasit in dunkelgrauen Partien, Calcit in Hohlräumen der Calcitadern, weiße bis klare, bis zu mehrere Zentimeter große Calcitkristalle, meist als Skalenoeder enthalten. Selten vorzufinden ist Strontianit, der dann häufig den Calcit überzieht.